# Isaac de Roever
Isaac de Roever (vers 1760 - 18 octobre 1812) est un homme politique néerlandais, qui est gouverneur général par intérim de la Côte-de-l'Or néerlandaise entre le 28 avril 1804 et le 16 juin 1805, et maire de Diemen.

## Biographie
Isaac de Roever est né à Tiel de Gerard de Roever et Sibilla Heesen. Il est baptisé le 16 octobre 1760.
Il fait carrière dans l'administration coloniale de la Côte-de-l'Or hollandaise. Il devient gouverneur général par intérim de la Côte-de-l'Or néerlandaise après la mort du gouverneur général Cornelius Ludwich Bartels le 18 avril 1804. Au cours de son mandat, il est sommé de répondre de ses supérieurs en République batave pour comportements excessifs. Il sert jusqu'au 16 juin 1805, date à laquelle il est relevé par Pieter Linthorst afin qu'il puisse se remettre d'une maladie aux Pays-Bas. Cette nomination s'est toutefois avérée controversée, car elle est faite par le petit conseil d'Elmina, sans la présence du résident de Fort Saint Anthony Jan Frederik König, qui est le résident le plus ancien de la Côte-de-l'Or et le successeur le plus logique de De Roever. König a protesté contre la procédure, mais a néanmoins accepté la décision prise.

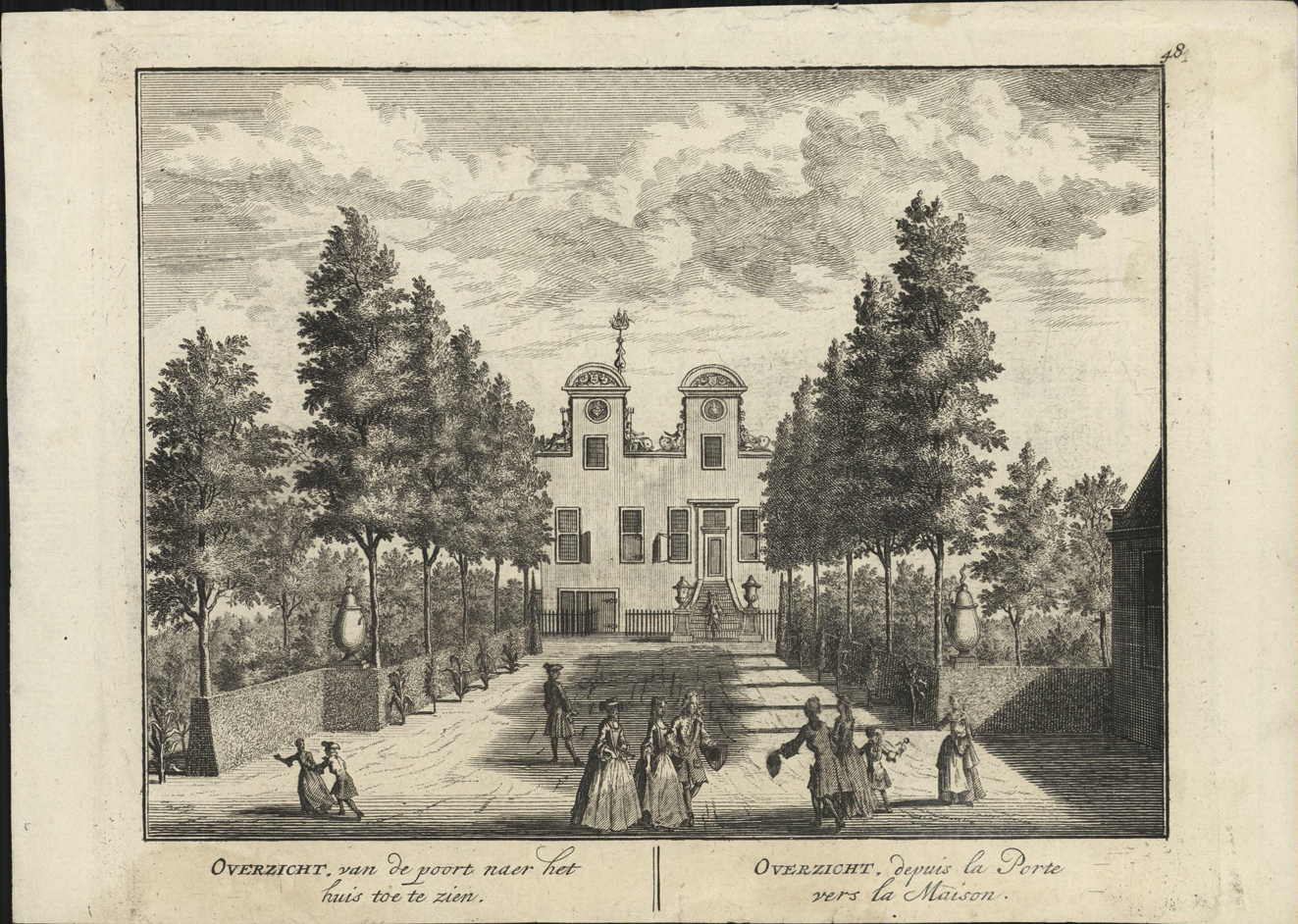
Buitenplaats Meergenögen.

En 1810, Isaac de Roever achète à Johan Pieter Farret les buitenplaats de Meergenoegen à Watergraafsmeer près d'Amsterdam. Farret a probablement dû vendre son domaine en raison de problèmes financiers causés par le tiercering imposé par Napoléon comme obligations du gouvernement néerlandais. Il est ensuite devenu maire de Diemen. Lorsque Napoléon visite Amsterdam en 1811, il séjourne à Meergenoegen.
Isaac de Roever est décédé le 18 octobre 1812 à Meergenögen.

## Vie privée
Isaac de Roever épouse Anna Margaretha Staring. Après sa mort, il épouse Susanna Maria Heddingh le 12 septembre 1811. Il avait une fille nommée Maria Isabella Wilhelmina de Roever de son deuxième mariage. Parce qu'Isaac de Roever et Susanna Maria Heddingh se sont mariés avec séparation de biens, Maria Isabella Wilhelmina de Roever est devenue l'unique héritière de la succession d'Isaac de Roever.